# Lotfi Maherzi
Lotfi Maherzi est un professeur des universités algérien, spécialiste des sciences de l'information et de la communication, ainsi que du cinéma algérien. 

## Biographie
Lofti Maherzi étudie le cinéma à l’Institut des hautes études cinématographiques (IDHEC, ancêtre de La Fémis). Il est docteur d'État en sciences politiques (Université de Paris II) et licencié en droit (Université d'Alger). Spécialiste des médias et des nouvelles technologies, il enseignera à l’université d’Alger, de Tunis, de Corte, de Paris VIII et de Versailles-Saint-Quentin-en-Yvelines avant d'entamer, en 1990, une carrière de consultant en communication. Lofti Maherzi fut également recteur de l’Université de la formation continue à l'Université d'Alger de 1989 à 1995. Il a collaboré à de nombreuses revues, notamment à la revue littéraire Algérie-Actualité, et a publié un essai sur le cinéma algérien (Le cinema algérien : institutions, imaginaire, ideologie), inspiré de sa thèse de sciences politiques (La cinématographie algérienne. Essai sur l'intégration politique par le cinéma).

## Note
1. ↑  http://unesdoc.unesco.org/images/0010/001098/109816f.pdf
2. ↑  « .. : Institut Maghreb Europe - Université Paris 8 », sur univ-paris8.fr via Wikiwix (consulté le 13 octobre 2023).
3. ↑  (en) « Curabitur aliquet pellentesque », sur i2msupdeco.com (consulté le 19 avril 2023).
4. ↑  « ziane-online.com/kabylie/cultu… »(Archive.org • Wikiwix • Archive.is • Google • Que faire ?).
5. ↑  http://aan.mmsh.univ-aix.fr/volumes/1978/1978/Cinema-maghrebin.pdf